# Добовиця
Добовиця (словен. Dobovica) — поселення в общині Літія, Осреднєсловенський регіон, Словенія. Висота над рівнем моря: 706,9 м.